# Pneuservis

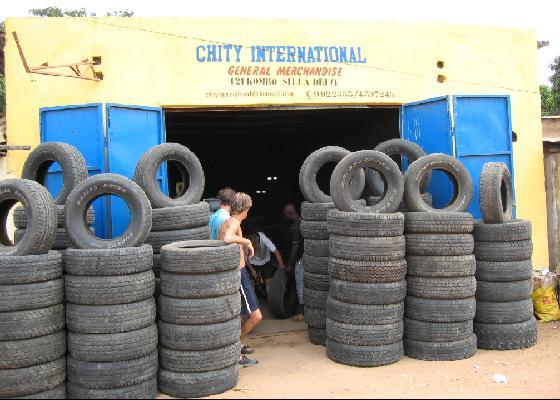
Pneuservis v Gambii

Pneuservis je místo, kde se mění či opravují pneumatiky motorových vozidel a pojízdných strojů. Pneuservis může být součástí autoservisu či může stát samostatně bez doplňkových služeb či pouze služeb spojenými s pneumatikami, jako uskladnění sezonních pneumatik.

## Typy
Pneuservisy je možné dělit do několika typů.
- pro osobní a nákladní automobily
- obecné pneuservisy, které opravují či mění všechny nebo většinu pneumatik.
- specializované nebo firemní pneuservisy poskytující služby pouze jejich firemním vozidlům.